# Nomada mexicana
Nomada mexicana är en biart som beskrevs av Cresson 1878. Nomada mexicana ingår i släktet gökbin, och familjen långtungebin. Inga underarter finns listade i Catalogue of Life.